# Brandon Barnes
Brandon Barnes (ur. 10 października 1972, Denver, Kolorado) – amerykański muzyk, kompozytor i producent. Sławę zyskał dzięki zespołowi Rise Against, gdzie gra na perkusji od 2000 roku. Obecnie wraz z żoną i dziećmi mieszka w stanie Kolorado w Stanach Zjednoczonych.
Muzyk jest endorserem instrumentów firma Sabian i Tama.

## Życiorys
Brandon jest muzykiem z wykształcenia. Zaczynał od szkoły średniej, a następnie uczył się grać na perkusji w University of Colorado. Poznał on wiele stylów muzycznych, wzorując się na perkusistach światowej sławy. Miał możliwość wykazania się swoimi umiejętnościami w takich zespołach, jak m.in. Pinhead Circus i obecnie Rise Against, gdzie miał swój udział w stworzeniu 5 albumów studyjnych.